# Douglas Augusto
Douglas Augusto Soares Gomes, genannt Douglas Augusto (* 13. Januar 1997 in Rio de Janeiro), ist ein brasilianischer Fußballspieler. Der Linksfuß läuft vorwiegend im zentralen defensiven Mittelfeld auf.

## Karriere
Douglas Augusto begann seine Laufbahn bei Fluminense FC. 2015 schaffte er hier den Sprung in den Profikader. Am 6. September 2015 bestritt er in der Série A sein erstes Spiel als Profi. Im Heimspiel gegen den größten Lokalrivalen CR Flamengo, stand er in der Startelf und durfte bis zum Ende durchspielen. Dieses Debüt ging allerdings mit 0:3 verloren. Den Rest der Série A 2015 saß er noch häufig als Reservespieler auf der Bank. Er erhielt noch zwei Einsätze in der Liga sowie einen in der Copa do Brasil. Zu Beginn 2016 blieb Douglas Augusto weiterhin im Kader. Er spielte weiter teils von der Bank weg, teils in der Startelf in der Staatsmeisterschaft von Rio de Janeiro und der neu geschaffenen Primeira Liga do Brasil 2016. In der Meisterschaftssaison kam er zu 30 von 38 möglichen Einsätzen. Dabei erzielte Douglas zwei Tore.
Mitte Juli 2018 wechselte Douglas Augusto zum SC Corinthians. Bei dem Klub erhielt er einen Kontrakt bis Juli 2022. In der Meisterschaft 2018 bestritt er noch 15 Spiele, davon 14 in der Anfangsformation. In vier weiteren stand er im Copa do Brasil 2018 und zweien in der Copa Libertadores 2018. Sein einziges Tor für den Klub erzielte er in der Série A am 23. September 2018 im Spiel gegen Internacional Porto Alegre. In dem Heimspiel traf er in der 50. Minute zum 1:1-Ausgleich.
Zur Saison 2019 wurde Douglas Augusto an den EC Bahia ausgeliehen. Im Zuge des Gewinns der Staatsmeisterschaft von Bahia stand er achtmal für Bahia auf dem Platz (kein Tor).
Anfang Juli 2019 wurde der Wechsel von Douglas Augusto nach Griechenland zu PAOK Thessaloniki bekannt. Die Ablösesumme betrug 13 Millionen Real, ca. 3 Millionen Euro. Der Kontrakt erhielt eine Laufzeit über vier Jahre. Corinthians behielt 15 Prozent der Transferrechte. 10 Prozent der Transfersumme flossen an Fluminense zur Auslösung der dort noch liegenden Rechte. Dem EC Bahia wurde eine Entschädigung in unbekannter Höhe für die vorzeitige Vertragsauflösung zugesprochen. Sein erstes Pflichtspiel für PAOK bestritt Douglas Augusto am 6. August 2019 in der dritten Qualifikationsrunde zur UEFA Champions League 2019/20. In dem Heimspiel gegen Ajax Amsterdam wurde er in der 73. Minute für Diego Biseswar eingewechselt. Den ersten Ligaeinsatz erhielt er am 25. August 2019, ersten Spieltag der Saison 2019/20. Beim 2:1-Heimspielsieg gegen Panetolikos stand Douglas Augusto in der Startelf.
Im August 2023 wechselte er nach Frankreich zum FC Nantes. Sein Debüt bei den Franzosen gab er am 13. August im Ligaheimspiel gegen den FC Toulouse. In der Partie wurde er in der 66. Minute für Samuel Moutoussamy eingewechselt. In der Folge kam er zu häufigen Einsätzen in der Startelf. In der Ligue 1 2024/25 gelang ihm sein erstes Tor für Nantes. Im Heimspiel gegen Stade Reims am 15. September 2024, erzielte er in der 28. Minute nach Vorlage von Moses Simon die 1:0-Führung (Endstand-1:3).

## Erfolge
Fluminense
- Primeira Liga do Brasil: 2016
- Taça Guanabara: 2017
- Taça Rio: 2018

Bahia
- Staatsmeisterschaft von Bahia: 2019

Thessaloniki
- Griechischer Fußballpokal: 2020/21